# George Goring, Lorde Goring
George Goring, Lorde Goring (14 de julho de 1608 – 1657) foi um soldado realista inglês. Ele era conhecido pelo título de cortesia de Lorde Goring como o filho mais velho do primeiro conde de Norwich.

## Vida pregressa

Brasão de Goring, Conde de Norwich: Prata, um chevron entre três anuletos gules

Goring, o filho mais velho de George Goring, 1.º Conde de Norwich, nasceu em 14 de julho de 1608.
Ele se casou com Lettice Boyle, filha de Richard Boyle, 1.º Conde de Cork.

## Experiência antes das Guerras Civis
Seu sogro, Richard Boyle, 1.º Conde de Cork, conseguiu para ele um posto no Exército Holandês com a patente de coronel. Ele ficou permanentemente coxo devido a um ferimento recebido no Cerco de Breda em 1637 e retornou à Inglaterra no início de 1639, quando foi nomeado governador de Portsmouth. 
Ele serviu nas Guerras dos Bispos e já tinha uma reputação considerável quando se envolveu na " Conspiração do Exército " (1641). Oficiais do exército estacionados em York propuseram fazer uma petição ao rei e ao parlamento para a manutenção da autoridade real. Um segundo partido era a favor de medidas mais violentas, e Goring, na esperança de ser nomeado tenente-general, propôs marchar com o exército até Londres e intimidar o Parlamento durante o julgamento de Strafford (1641). Esta proposta foi rejeitada pelos seus colegas oficiais, e ele entregou os procedimentos a Mountjoy Blount, 1.º Conde de Newport, que passou a informação indiretamente a John Pym em abril. 

## Tenente-General da Cavalaria
O Coronel Goring foi chamado para prestar depoimento perante a Câmara dos Comuns, que o elogiou por seus serviços à Comunidade. Essa traição de seus camaradas gerou confiança nas mentes dos líderes parlamentares, que o enviaram de volta ao seu comando em Portsmouth. Mesmo assim, ele se declarou a favor do rei em agosto. Ele rendeu Portsmouth ao parlamento em setembro de 1642, após o Cerco de Portsmouth, e foi para a Holanda recrutar homens para o exército realista, retornando à Inglaterra em dezembro. Nomeado para um comando de cavalaria pelo Conde de Newcastle, ele derrotou Fairfax em Seacroft Moor, perto de Leeds, em março de 1643, mas em maio foi feito prisioneiro em Wakefield na captura da cidade por Fairfax. Em abril de 1644, ele efetuou uma troca. 
Na Batalha de Marston Moor, Goring comandou a esquerda realista e atacou com grande sucesso, mas, permitindo que seus soldados se dispersassem em busca de pilhagem, foi derrotado por Oliver Cromwell no final da batalha. Em novembro de 1644, quando seu pai foi elevado ao condado de Norwich, ele se tornou Lorde Goring. As autoridades parlamentares, no entanto, recusaram-se a reconhecer a criação do condado e continuaram a falar do pai como "Lorde Goring" e do filho como "General Goring". 

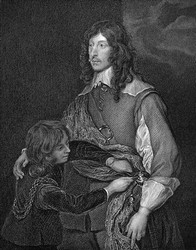
Lorde Goring.

Em agosto, Goring foi enviado pelo príncipe Ruperto do Reno, que reconheceu sua habilidade, para se juntar a Carlos I no sul e, apesar de seu caráter dissoluto e insubordinado, foi nomeado para substituir Henrique, Lorde Wilmot, como tenente-general da cavalaria realista. Ele obteve alguns sucessos no oeste e, em janeiro de 1645, avançou por Hampshire e ocupou Farnham ; mas a falta de dinheiro o obrigou a recuar para Salisbury e de lá para Exeter. Os excessos cometidos pelas suas tropas prejudicaram gravemente a causa realista e as suas exigências fizeram com que o seu nome fosse odiado em todo o Ocidente. 
Ele próprio havia se preparado para sitiar Taunton em março de 1645, mas quando no mês seguinte foi solicitado pelo príncipe Charles, que estava em Bristol, para enviar reforços a Sir Richard Grenville para o cerco de Taunton, ele obedeceu à ordem apenas com mau humor. Mais tarde, em abril de 1645, ele foi convocado com suas tropas para socorrer o rei em Oxford. 
Lorde Goring há muito tempo buscava um comando independente e agora ele garantia do rei o que era praticamente a autoridade suprema no oeste. O Conde de Newport alegou que estava disposto a transferir sua lealdade mais uma vez ao parlamento. Não é provável que ele tenha meditado sobre traição aberta, mas ele foi culposamente negligente e ocupado com ambições e ciúmes particulares. Ele ainda estava envolvido em operações desconexas contra Taunton quando a campanha principal de 1645 começou. 
Para a participação do exército de Goring nas operações da campanha de Naseby, veja Primeira Guerra Civil Inglesa: Campanha de Naseby. Após a derrota decisiva do rei, o exército de Fairfax marchou para o oeste e derrotou Goring em uma luta desastrosa em Langport em 10 de julho de 1645. Ele não ofereceu mais resistência séria ao general parlamentar, mas desperdiçou seu tempo em diversões frívolas. 

## Exílio e comando na Espanha
Em novembro de 1645, ele obteve permissão para deixar suas forças desorganizadas e se retirar para a França, alegando problemas de saúde. Os serviços de seu pai lhe garantiram o comando de alguns regimentos ingleses a serviço da Espanha. Ele morreu em Madrid após se converter ao catolicismo (sob os cuidados dos jesuítas) em julho ou agosto de 1657. 

## Avaliação de caráter
Clarendon diz sobre Goring que ele "teria, sem hesitação, quebrado qualquer confiança, ou cometido qualquer ato de traição para satisfazer uma paixão ou apetite comum; e na verdade não lhe faltava nada além de diligência (pois ele tinha inteligência, coragem, entendimento e ambição, incontroláveis por qualquer temor a Deus ou ao homem) para ter sido tão eminente e bem-sucedido na mais alta tentativa de maldade quanto qualquer homem na época em que viveu ou antes. De todas as suas qualificações, a dissimulação era sua obra-prima; na qual ele se destacava tanto, que os homens não ficavam normalmente envergonhados, ou incomodados, por serem enganados por ele apenas duas vezes". 
A avaliação de Clarendon, de acordo com o biógrafo de Goring, Florene Memegalos, não é confiável, pois ele parece ter manchado seu nome na corte por motivos pessoais. Memegalos também afirma, a partir de material de arquivo nos registros do Estado de Veneza e outras fontes, que a reputação de Goring se baseava principalmente em suas habilidades militares como general realista e não apenas na óbvia difamação de Clarendon contra ele. 